# ساعة كيت كات

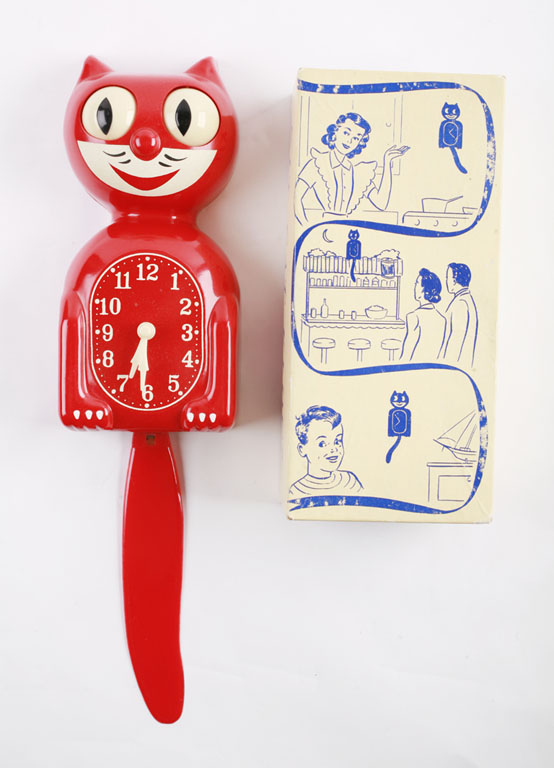
النوذج الاصلي للساعة مع تغليف من الأربعينيات

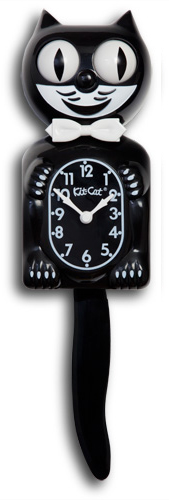
تصميم ساعة أحدث أسود بأربعة أقدام

إن ساعة الكت كات عبارة عن ساعة حائط جديدة من فن الآرت ديكو على شكل قطة مبتسمة بعيون كرتونية تدور في الوقت المناسب مع ذيلها البندول. اللون التقليدي أسود، ولكن تتوفر نماذج بألوان وأنماط أخرى. إنه رمز ايقوني للمطابخ في ثقافة البوب.
كانت الساعة الأولى فكرة إيرل أرنو (1904-1971) ثم ابتكرها كليفورد ستون (1908-1986) وصنعتها في عام 1932 شركة التصنيع المتحالفة، التي كانت مملوكة لشركة ستون، في بورتلاند ، أوريغون. انتقلت شركة التصنيع المتحالفة بعد ذلك إلى سياتل بواشنطن في أوائل الأربعينيات ثم إلى جنوب كاليفورنيا في عام 1962، حيث أعيدت تسميتها بشركة كاليفورنيا كلوك. تغير تصميم الساعة كثيرًا في السنوات الفاصلة، حيث تم تصنيع الجيل الأول من ثلاثينيات القرن الماضي وأوائل الخمسينيات من القرن الماضي، وكان له مخلبان بدون ربطة عنق، النماذج الاحدث بها أربعة أرجل وربطة عنق. في الستينيات تمت إضافة بلورات أصلية كلكنات لبعض الساعات. تمت إضافة الكلمات «كت كات» إلى وجه الساعة في عام 1982. كانت الساعات الأصلية تعمل بالتيار المتردد، ولكن بسبب ندرة محركات التيار المتردد الأمريكية الصنع، أعيد تصميم الساعة لتعمل على البطارية في أواخر الثمانينيات. تقدر الشركة المصنعة أنه يتم بيع ساعة واحدة في المتوسط كل ثلاث دقائق على مدار الخمسين عامًا الماضية.
ساعة كت كات تظهر بشكل متكرر في الأفلام والإعلانات التجارية والتلفزيون. تم صنع العديد من الساعات المتحركة الأخرى من قبل شركة كالفورنيا كلوك، وهي بومة وكلب بودل، بجوار كت كات في هذا التسلسل.
اسم كت كات " هو علامة تجارية لشركة كاليفورنيا كلوك.

## أنظر أيضا
- قط أسود

## روابط خارجية
- موقع بائع Kit-Cat Klock
- موزع Kit-Cat Klock الكندي
- موزع Kit-Cat Klock UK